# Yasiel Puig
Yasiel Puig Valdés (ur. 7 grudnia 1990) – kubański baseballista występujący na pozycji zapolowego w Cincinnati Reds.

## Przebieg kariery
Puig swoją karierę rozpoczął w zespole Cienfuegos z Serie Nacional de Béisbol, w którym rozegrał 170 meczów przy statystykach 0,316 BA, 24 HR, 79 RBI, 173 H, 0,539 SLG. W czerwcu 2012 podpisał jako wolny agent siedmioletni kontrakt z Los Angeles Dodgers wart 42 miliony dolarów. W Major League Baseball zadebiutował 3 czerwca 2013 w meczu przeciwko San Diego Padres, w którym na cztery podejścia zaliczył dwa uderzenia.
W swoim drugim występie w spotkaniu z Padres zdobył dwa home runy (jednocześnie stając się pierwszym w historii klubu zawodnikiem, który zdobyły co najmniej dwa home runy w pierwszych dwóch meczach), zaliczył double i pięć RBI. 6 czerwca 2013 w meczu przeciwko Atlanta Braves zdobył pierwszego w karierze grand slama. Dzień później w spotkaniu z Braves zdobywając czwartego home runa w swoim piątym występie, został drugim (po Mike'u Jacobsie) od 1900 roku zawodnikiem, który tego dokonał. W 2013 magazyn Baseball America umieścił go w All-Rookie team, a w głosowaniu do nagrody dla najlepszego debiutanta zajął 2. miejsce za José Fernándezem z Miami Marlins.
W lipcu 2014 po raz pierwszy wystąpił w Meczu Gwiazd. Miesiąc później został powołany do składu Major League All-Star na tournée do Japonii, które odbyło się w listopadzie 2014.
W grudniu 2018 w ramach wymiany zawodników przeszedł do Cincinnati Reds.

## Nagrody i wyróżnienia
| Nagroda/wyróżnienie | Lata | Źródło |
| All-Star            | 2014 | [ 9 ]  |